# Броньовані десантно-штурмові катери проєкту 58503
Броньовані десантно-штурмові катери проєкту 58503 (шифр «Кентавр-ЛК») — тип броньованих десантно-штурмових катерів, створених в Дослідно-проєктному центрі кораблебудування в Миколаєві. Спочатку проєкт мав номер 58181 (шифр «Кентавр»), і був створений на базі малих броньованих артилерійських катерів проєкту 58155 «Гюрза-М», проте за час будівництва був удосконалений. Призначений для несення патрульної служби на річках і прибережних морських акваторіях, доставки та висадки десантів.

## Історія
Технічний проєкт катеру 58181 було виконано та захищено Дослідно-проєктним центром кораблебудування у 2015 році. Проєкт розроблено в ініціативному порядку під керівництвом головного конструктора С. В. Кривка. За словами директора-генерального конструктора ДП «Дослідно-проєктний центр кораблебудування» Олександра Жолобова:
|  | До розробки проєкту десантно-штурмового катери нас підштовхнула ситуація, пов'язана з необхідністю посилення наших Військово-Морських Сил і здатністю забезпечити асиметричну відповідь на російську агресію. Восени минулого року, коли ми брали участь в перезакладені броньованих катерів «Гюрза-М» на заводі «Ленінська кузня», у нас народилася ідея створити на базі проєкту 58155 дещо інший тип катера, який дозволить в захищеному варіанті транспортувати підрозділ морської піхоти. |

Опрацювання проєкту були виконані протягом кількох тижнів а їхні результати у форматі аналітичної записки були представлені представникам різних відомств всіх рівнів, включно з керівництвом Міністерства оборони України та ДК «Укроборонпром», Командування Військово-Морських Сил.
Порівняно з іноземними аналогами, «Кентавр» матиме найбільшу місткість десанту та дальність плавання, але при цьому він не поступатиметься швидкістю перед ними. Катер виготовлений зі сталі, що значно підвищує його захищеність.
Штурмовий катер «Кентавр» має броньовану рубку для п'яти членів екіпажу, в якій розташовані всі навігаційні прилади, засоби зв'язку і спостереження, прилади управління енергетичною установкою і комплекс управління бойовими модулями.
Конструкція «Кентавра» дозволяє використовувати його не лише в морі, а й на річках, де багато рослинності. Фахівці Державного підприємства «ДПЦК» сховали гвинти у спеціальні тунелі, що дозволяє зберегти їхню цілісність.
Також передбачена можливість перетворення десантно-штурмового катера «Кентавр» в катер спеціального призначення або вогневої підтримки. Для цього катер оснащують модифікованою системою «Град». Він здатен вирішувати завдання вартової служби, перевозити особовий склад, висаджувати десант, проводити вогневу підтримку, використовуватися як швидкісний плавзасіб для спеціальних операцій.
24 травня 2016 року було укладено договір на побудови перших двох катерів проєкту 58181.
ДПЦК у 2016 році проводилися роботи (витрачено 76,45 тис. грн.) щодо забезпечення закладки катерів проєкту 58181 «Кентавр» на ПАТ "Завод «Ленінська кузня» (зараз — "Завод «Кузня на Рибальському»), зокрема велись переговори щодо укладання договору на розроблення робочої конструкторської, приймально-здавальної та експлуатаційної документації та договірного технічного проєкту десантно-штурмового катеру «Кентавр».
Виконання цих робіт було включено до фінансового плану підприємства на 2017 рік. Але договір між ДП «ДПЦК» та ПАТ "Завод «Ленінська кузня» так і не було укладено. Зазначається, що розроблені документи планується використати при закладені катеру під час будівництва для іншого замовника.
Десантні катери, які для ВМСУ виробляє завод «Кузня на Рибальському», зокрема із заяв головного конструктора заводу Сергія Білозубенка, «Кузня» вважає їх власним проєктом — проєкт 58503, шифр «Кентавр-ЛК».
Зацікавленість у будівництві катерів «Кентавр» проєкту 58181 на власних потужностях Уральського заводу «Зеніт» проявив Казахстан. Таке листування проводилося в 2018 році.

### Проєкт 58503

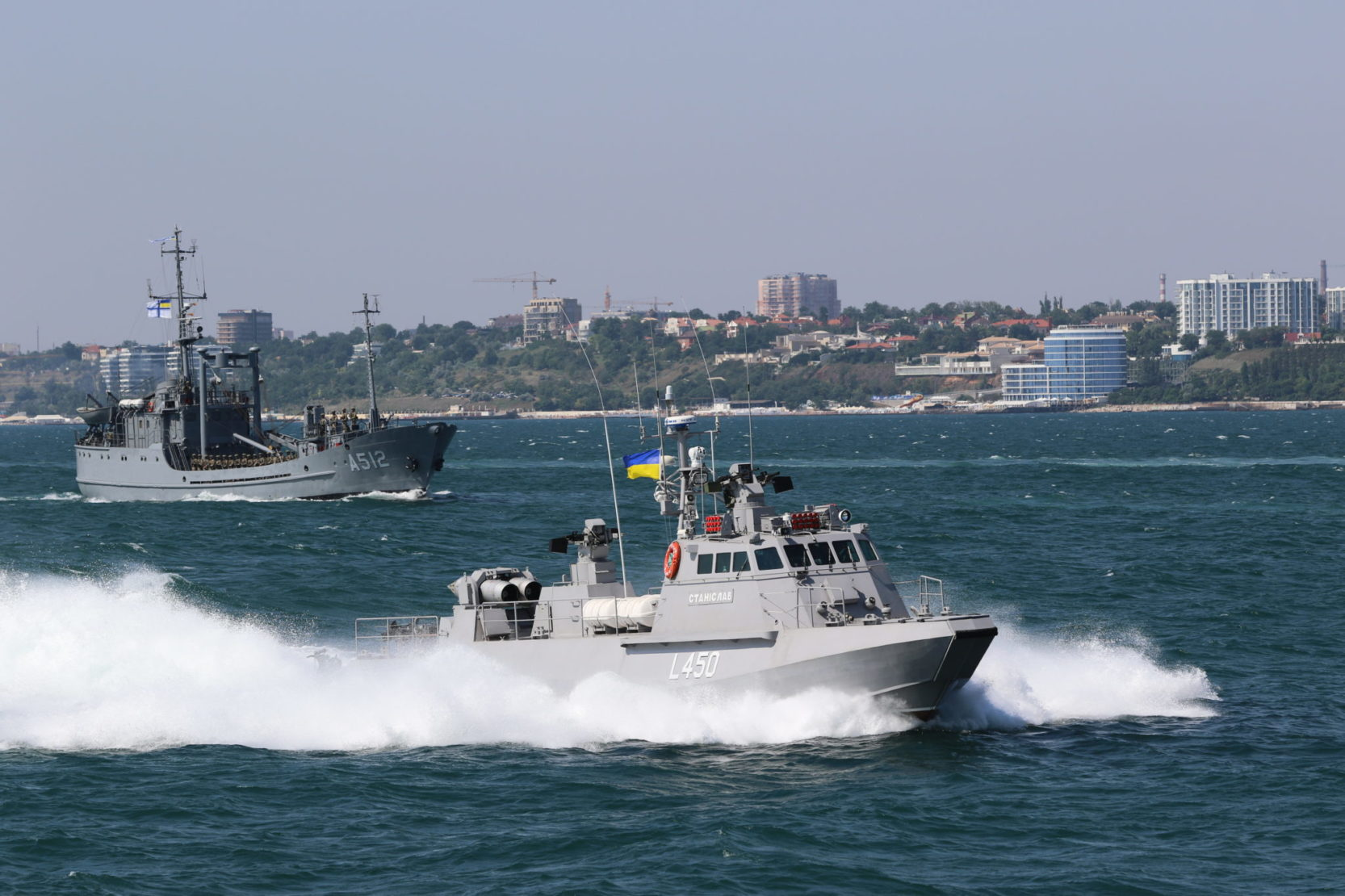
Катер «Станіслав» під час святкування Дня ВМС у Одесі

14 вересня 2018 року було проведено урочисту церемонію спуску на воду головного катера першої серії. Катер було збудовано вже за доопрацьованим проєктом, що дістав номер 58503. Хрещеною матір'ю катера стала народний депутат України Ірина Фріз. Музичний супровід заходу здійснював військовий оркестр українських ВМС. Представник духовенства отець Михаїл освятив катер і екіпаж. Командиром першого десантно-штурмового катера став старший лейтенант Сергій Одинець. Офіцер Військово-Морських Сил ЗС України в 2014 році, будучи курсантом 3-го курсу Академії ВМС ім. П. С. Нахімова, не зрадив військовій присязі на вірність Українському народові, вийшов на материкову Україну й продовжив навчання у військово-морському навчальному закладі. Після випуску продовжив службу в бригаді надводних кораблів національного флоту.
20 вересня було спущено на воду другий катер серії. Хрещеною матір'ю катера та берегинею його екіпажу, стала старшина Юлія Мединська, яка проходила службу в феодосійському 1-му батальйоні морської піхоти. У 2014 році Юлія не зрадила присязі й вийшла на материкову частину де продовжила службу.
19 листопада 2018 року новозбудовані десантно-штурмові катери для продовження випробувань прибули до Одеси. До цього було завершено заводські випробування нових бойових одиниць на Київському суднобудівному заводі ПрАТ «Завод „Кузня на Рибальському“», де їх було побудовано на замовлення Міністерства оборони України для Військово-Морських Сил ЗС України.
У грудні 2018 року морські піхотинці зі складу 36-ї бригади морської піхоти розпочали випробування десантно-штурмових катерів проєкту «Кентавр-ЛК», які незадовго до того прибули до Одеси на випробування. Морські піхотинці в складі взводу перевіряли десантомісткість з розміщенням особового складу, спорядження та боєприпасів на борту десантно-штурмового катеру.
20 лютого 2019 року десантно-штурмовий катер типу «Кентавр-ЛК», що проходить програму випробувань, з метою тренування вийшов у море з підрозділом морської піхоти на борту. На поширених відео та фото вже можна було помітити у десантному відсіку катеру обшивку. Окрім випробувань в Одесі також здійснюється дообладнання катерів. По завершенню ходових випробувань, катери ще мають пройти державні випробування. Станом на квітень 2019 року було завершено заводські випробування й розпочиналася підготовка до державних.
4 вересня 2019 року десантно-штурмові катери типу «Кентавр», яким присвоєно назви «Станіслав» і «Малин», були фактично готові до державних випробувань. Заводські ходові іспити повністю завершено. До початку державних випробувань залишились лічені тижні. Представник заводу-виробника Леонід Бабак висловив сподівання, що незабаром усю необхідну документацію оформлять. Він також наголосив, що третій катер, який було закладено на заводі, вдосконалять із врахуванням напрацювань, здобутих за період будівництва, швартових та ходових випробувань тощо.
19 березня 2020 року перші десантно-штурмові катери проєкту 58503 «Кентавр-ЛК» в ході чергового етапу ходових випробувань стріляли з реактивних систем залпового вогню некерованими ракетами С-8.
2 липня 2021 року на брифінгу начальник слідчого відділу ДБР Олег Гриняк повідомив, що тактико-технічні характеристики не відповідали заявленим виробником по швидкості, водотоннажності та осадки. Таким чином начебто виконання своїх функцій з охорони та оборони морських рубежів держави є не можливим.

23 та 28 жовтня 2021 року було проведено слідчий експеримент щодо відповідності заявлених характеристик. Слідчий експеримент проводився у межах кримінального провадження щодо змови посадовців Міноборони та керівництва приватних компаній з організації поставок до армійських підрозділів протягом 2016—2018 років військової техніки невідповідної якості. До експериментів були залучені представники Київського науково-дослідного інституту судових експертиз, ТОВ «Цеппелін Україна», які перевіряли роботу обладнання, встановленого на катерах, а також представники українських суднобудівних підприємств, інші особи.
Слідчі експерименти проводили із дотриманням усіх правил технічної експлуатації суден, без жодних порушень, професійним екіпажем Військово-Морських Сил ЗСУ.
— йдеться у повідомлені Державного бюро розслідувань. За повідомленням слідчих ДБР, експеримент 23 та 28 жовтня підтвердив невідповідність бойових катерів, виробництва ПрАТ «Кузня на Рибальському» вимогам замовника — Збройних Сил України та Міноборони.

28 жовтня 2021 року було повідомлено, що у ПрАТ «Кузня на Рибальському» слідчі ДБР пошкодили десантно-штурмовий катер під час швартування. Представники заводу склали відповідний акт, де вказали перелік завданих пошкоджень.
23 жовтня катер «Станіслав» вивели в море без здавальної команди заводу «Кузня на Рибальському». Після повернення судна при виконанні швартування катер зазнав пошкоджень.
— йдеться у повідомлені. Зазначено, що було, зокрема, пошкоджено конструкцію кормового майданчика огородження водометів. Представники заводу констатували, що тепер необхідно провести ремонт. На катер накладено арешт.
28 жовтня 2021 року проведено слідчий експеримент із залученням катеру «Малин». Швартувати катер після експерименту допомагали представники заводу «Кузня на Рибальському», але катер представники заводу вже не змогли оглянути технічний стан, оскільки на нього накладений арешт.

## Конструкція

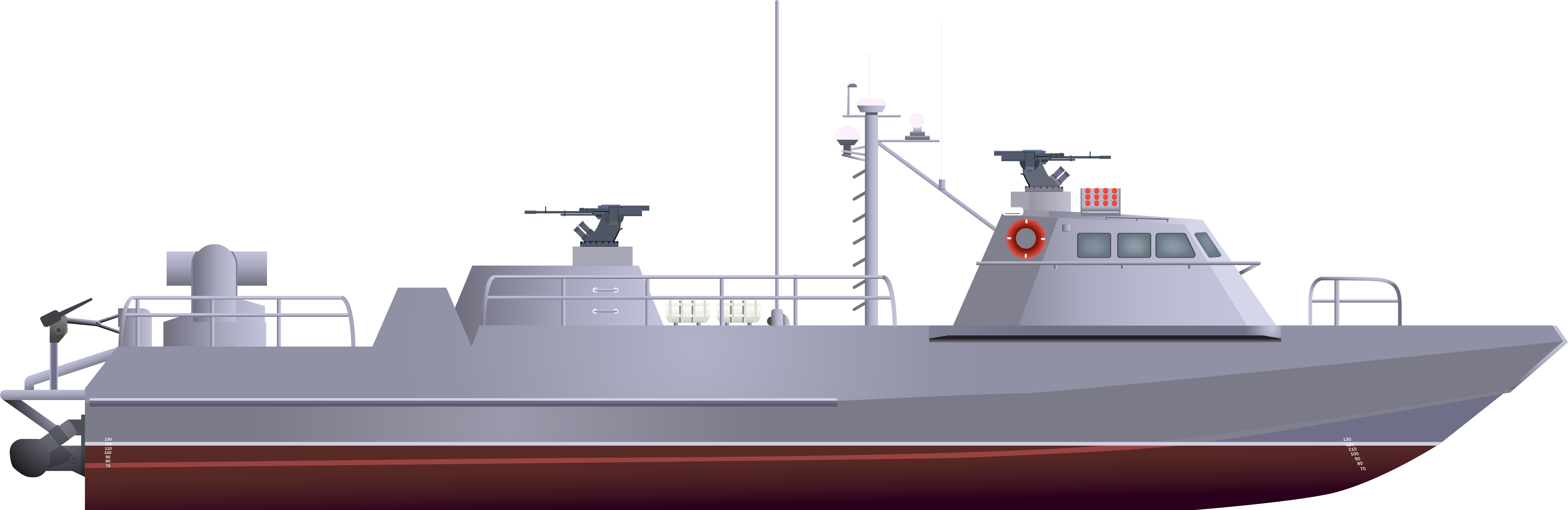
Катер проєкту 58503

На початок будівництва проєкт десантно-штурмових катерів був доопрацьований виробником, а в його конструкцію було внесено низку змін. Модернізований проєкт отримав шифр «Кентавр-ЛК» та новий проєктний номер — 58503.
Максимальна швидкість у 50 вузлів досягається завдяки встановленій парі водометних рушіїв виробництва компанії Hamilton Jet з Нової Зеландії.
Варіант озброєння для ВМС ЗС України передбачає встановлення:
- двох пускових установок 80-мм реактивної системи залпового вогню
- двох бойових модулів з кулеметами калібром 12,7 мм та 40 мм гранатометом
- систему для димових завіс.

На десантно-штурмових катерах встановлені твердотільна радіолокаційна станція DRS4D-NXT, яка має максимальний діапазон дальності у 36 морських миль та мінімальний діапазон дальності у 20 метрів. Дана РЛС дозволяє супроводжувати одразу до 100 цілей.
Також на катері встановлений супутниковий термінал Iridium Pilot, що дозволяє одночасно забезпечувати до трьох незалежних ліній зв'язку та постійне підключення до мережі передачі даних зі швидкістю до 134 кбіт/сек.
Для захисту катерів під час стоянки очікується встановлення на всі «Кентаври» гідроакустичних станцій. Спочатку розглядався варіант встановлення вітчизняної ГАС «Тронка», але вона не видала очікуваних від неї результатів під час випробувань, тому було обрано ГАС з Німеччини Cerberus.
Ця станція дозволяє виявляти водолаза з аквалангом замкнутого циклу в радіусі у 700 метрів та в автоматичному режимі сповіщати оператора. Також вона має такі характеристики:
- Робочі температури: від −2° до 35 °C.
- Робочі глибини: від 2 до 50 метрів.
- Кут огляду по горизонталі: 360°.

## Тактико-технічні характеристики
Технічні характеристики катерів типу «Кентавр»:
- Загальні кораблебудівні характеристики:
  - Довжина, найбільша: 24,3 м
  - Ширина, найбільша: 4,8 м
  - Осадка, максимальна: 1,2 м[22]
  - Водотоннажність, повна: 53 т[22]
  - Морехідність: 5 балів
  - Автономність: 5 діб
  - Екіпаж: 5 осіб
- Енергетична установка та швидкість:
  - ГЕУ: 2 дизелі
  - Максимальна швидкість: до 50 вуз. (не менше 35 вуз.)
  - Дальність плавання: не менше 500 миль (11 вуз.)
- Радіотехнічні засоби:
  - Навігаційна РЛС
  - Оптико-електронна система спостереження
  - Датчики виявлення лазерного випромінювання
- Озброєння:
  - 2 бойових модуля в складі: 12,7-мм кулемет, 40-мм гранатомет
  - Відповідальні приміщення (ходова рубка, моторний відсік, десантний відсік) захищені кулестійкою сталлю
  - 2 мобільні РСЗВ під авіаційний некерований реактивний снаряд С-8[8]
  - Кілька одиниць ПЗРК «Ігла»
  - Постановник димової завіси
  - Пристрої для встановлення морських мін
- Десантомісткість: до 36 осіб.

За результатами слідчого експерименту, проведеного ДБР, виявлено, що катери не відповідають заявленим характеристикам. Зокрема катери не розвивають заявленої швидкості.

## Перелік катерів проєкту
У квітні 2016 року планувалося закласти 3 катери типу «Кентавр» на заводі «Кузня на Рибальському» в Києві. 24 травня 2016 року стало відомо, що Міністерство оборони України уклало з ПАТ «Завод „Кузня на Рибальському“» контракт на будівництво двох катерів проєкту 58181 «Кентавр». Згідно оновлених планів, надалі, протягом наступних трьох років заплановане будівництво ще двох десантних катерів щороку.
28 грудня 2016 року відбулась закладка перших двох катерів цього проєкту, при цьому в їхнє озброєння та комплектацію були внесені зміни з метою підвищення бойового потенціалу. Спуск на воду відбувся у вересні 2018 року.
Проте, через брак деяких агрегатів відбулись затримки з термінами будівництва та за словами командувача ВМС України Ігоря Воронченка ці проблеми вдалось вирішити.
14 вересня 2018 року відбулася урочиста церемонія спуску на воду першого з двох катерів, а 20 вересня 2018 року — другого.
У грудні 2020 року стало відомо, що роботи з будівництва 3-го катера були зупинено. Роботи з будівництва третього катеру відновлено в 2021 році.
| Назва               | Бортовий № | Виробник                | Заводський № | Дата закладки | Спуск на воду | Введення до складу | Флот        | Стан |
| ------------------- | ---------- | ----------------------- | ------------ | ------------- | ------------- | ------------------ | ----------- | --- |
| БДШК-01 «Малин»     | L451       | «Кузня на Рибальському» | 01032        | 28.12.2016    | 14.09.2018    |                    | ВМС України | спущений на воду, на випробуваннях. На катер накладено арешт                                                                 |
| БДШК-02 «Станіслав» | L450       | «Кузня на Рибальському» | 01033        | 28.12.2016    | 20.09.2018    |                    | ВМС України | 7 травня 2022 року під час виконання бойового завдання по відвоювання острова Зміїний, в катер влучила ракета і він затонув. |
| БДШК-03             |            | «Кузня на Рибальському» | 01037        | 8.02.2019     |               |                    | ВМС України | Спуск на воду очікується до кінця 2021 року.                                                                                 |